# Mario Bretone
Mario Bretone (Napoli, 2 gennaio 1932 – Bari, 11 aprile 2025) è stato un giurista italiano.

## Biografia
Mario Bretone ricoprì per lungo tempo il ruolo di docente ordinario presso la facoltà giuridica dell'Università degli Studi di Bari, diventando infine emerito di Diritto romano, Storia e Teoria del Diritto.
Fu socio corrispondente dell'Accademia dei Lincei per la classe delle Scienze Morali, categoria VI delle Scienze giuridiche.
Si è spento l’11 aprile 2025, ultranovantenne. 

## Opere
- La nozione romana di usufrutto. 1. : Dalle origini a Diocleziano, Jovene, 1962.
- Linee dell'Enchiridion di Pomponio , Cacucci, 1965.
- La nozione romana di usufrutto. 2. : Da Diocleziano a Giustiniano, Jovene, 1967.
- Diritto e pensiero giuridico romano, Sansoni, 1976.
- Il diritto in Grecia e a Roma con Mario Talamanca, Laterza, 1981.
- Storia del diritto romano, Laterza, 1987.
- Dieci modi di vivere il passato, Laterza, 1991.
- Diritto e tempo nella tradizione europea, Laterza, 1994.
- I fondamenti del diritto romano: le cose e la natura, Laterza, 1998.
- In difesa della storia, Laterza, 2000.